# Drycothaea cribrata
Drycothaea cribrata là một loài bọ cánh cứng trong họ Cerambycidae.